# Piława Górna
Piława Górna est une ville de Pologne, située dans le sud-ouest du pays, dans la voïvodie de Basse-Silésie. Elle constitue une gmina urbaine du powiat de Dzierżoniów.

## Histoire
De 1742 à 1945, Gnadenfrei (Gnadenfrey), hauts lieux des frères moraves, fait partie de l'arrondissement de Reichenbach dans le district de Breslau au sein de la province de Silésie.

## Personnalités liées à la ville
- Ernst Sigismund Mirbt (de) (1799-1847), philosophe à Iéna
- Gottfried von Bülow (1831-1907), historien
- Carl Mirbt (1860-1929), historien
- August Hermann Francke (1870-1930), tibétologue

## Politique et administration

### Jumelages
| Ville | Ville             | Pays | Pays      | Période              |
| ----- | ----------------- | ---- | --------- | -------------------- |
|       | Airaines          |      | France    | depuis le 9 mai 2014 |
|       | Borne             |      | Pays-Bas  | depuis 2011          |
|       | Dobruška          |      | Tchéquie  | depuis février 2011  |
|       | Herck-la-Ville    |      | Belgique  | depuis 2008          |
|       | Hofheim am Taunus |      | Allemagne | depuis 2009          |
|       | Kriftel           |      | Allemagne |                      |
|       | Pohoří            |      | Tchéquie  |                      |